# 책문후시
책문후시(柵門後市)는 조선 현종 초년부터 구련성(九連城)과 봉황성(鳳凰城) 중간의 책문에서 행해지던 청과의 통상을 말한다.
조선의 교역으로는 청에 대한 조공무역, 사행(使行)에 의한 사무역, 기타 청구에 의한 교역이 행해졌다. 그리고, 중기 이후에는 압록강변의 중강개시와 야인에 대한 경원·경성·회령에서 개시를 행하였다.
후기의 대청(對淸) 무역상 중강개시는 인조 24년(1646년)에 다시 설치되었는데 법규로 금지된 사상(私商)이 크게 날뛰어 마치 자유무역의 양상을 나타냈으며, 그 후 약 50년 간 ‘중강후시(中江後市)’란 이름으로 번영을 이룩하였다.
숙종 26년(1700년)에 일단 폐지되었다가 현종 초년부터 통상이 시작되어 소위 ‘책문후시’란 이름으로 불리었는데, 상당히 번창하였다. 조정에서는 시초에는 금하였으나 할 수 없이 묵인하는 대신 세금을 부과하여 국고수입을 삼았다.
영조 30년(1754년)에 책문후시가 공인됨에 따라 피물(皮物)·지물(紙物)·수(紬, 명주)·저포(苧布, 모시) 등의 수출은 막대하였다.
정조 11년(1787년) 후시를 일체 혁파하고자 하였으나 효과가 없었고, 이곳에서의 조선상인과 만주상인들의 교역은 개항 때까지 계속되었다.